# Vườn quốc gia North York Moors
North York Moors là một công viên quốc gia ở Bắc Yorkshire, Anh, nó sở hữu một trong những đồng cây thạch nam rộng lớn nhất Vương quốc Anh. Nó bao phủ diện tích (1.430 km²), và có dân số 23.380. North York Moors trở thành vườn quốc gia năm 1952, thông qua Luật vườn quốc gia và tiếp cận Luật vùng đồng quê năm 1949.

## Vị trí và vận chuyển

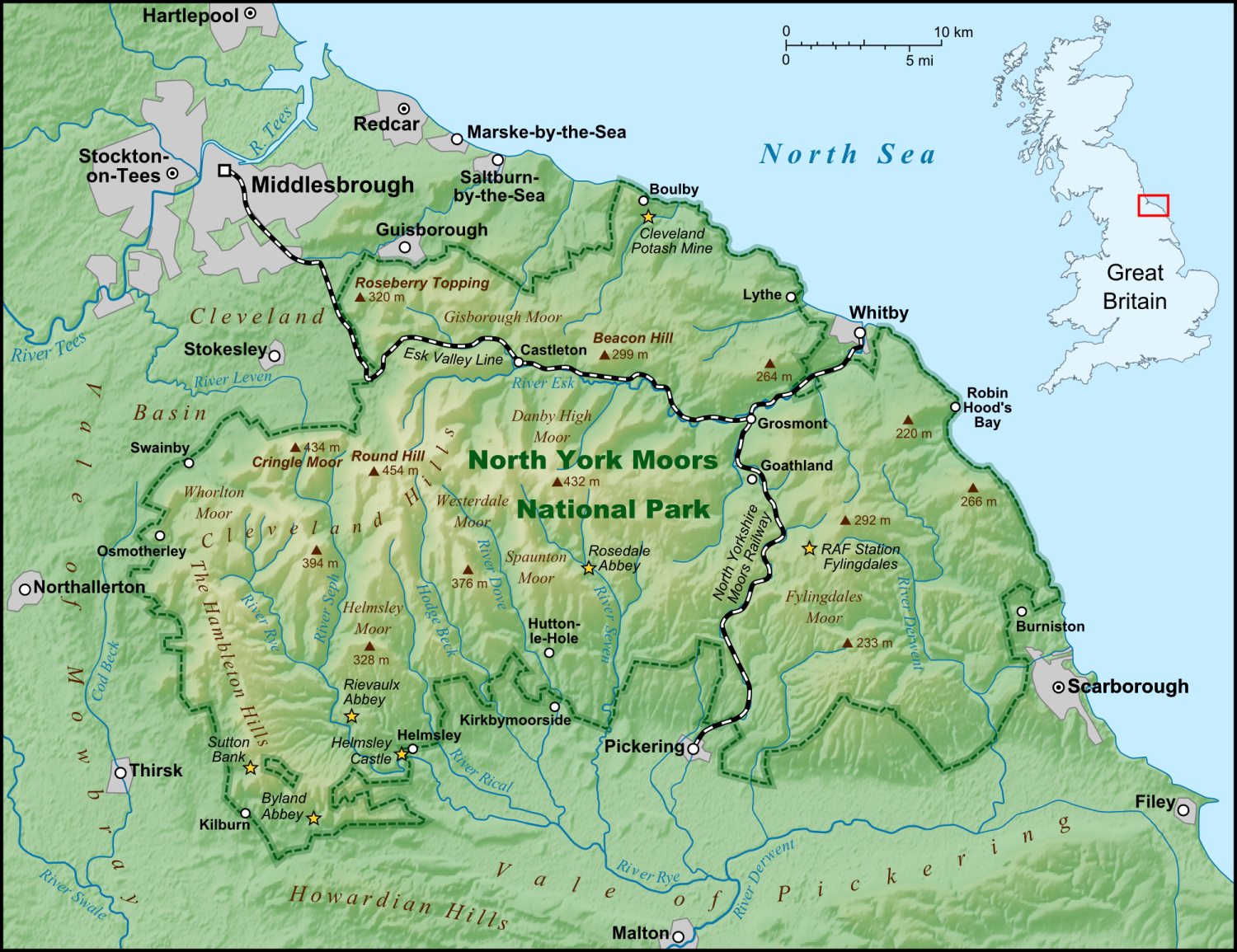
Bản đồ North York Moors

Phía đông khu vực được xác định rõ ràng bởi các vách đá ấn tượng của bờ Biển Bắc. Ranh giới phía Bắc và phía Tây được xác định bởi các sườn núi của ngọn đồi dốc Cleveland bao quanh vùng đất thấp Tees và đồi Hambleton trên Vale of Mowbray. Phía nam nằm ranh giới giữa đồi Tabular và Vale of Pickering.
Có bốn con đường băng qua vùng đồng hoang từ Bắc đến Nam. Ở phía đông đường A171 kết nối Whitby và Scarborough. Vào sâu trong đất liền hơn, đường A169 chạy giữa Pickering và Whitby. Vào gần trung tâm hơn, một con đường nhỏ bắt đầu từ đường A170 tại Keldholme và đi qua Castleton trước khi kết nối với đường A171 nối Whitby và Guisborough. Tuyến đường xa nhất về phía tây là B1257 nối Helmsley đến Stokesley. Đường A170 từ Thirsk đến Scarborough đánh dấu ranh giới phía nam của vùng đồng hoang.
Đường Esk Valley là một đường sắt đông-tây kết nối Whitby với bắc Middlesbrough và đường tàu hơi nước phía Bắc Yorkshire Moors đường sắt hơi nước chạy từ Pickering đến Grosmont có đi qua Whitby.

## Địa lý
North York Moors bao gồm một cao nguyên đồng hoang, giao nhau bởi một số thung lũng sâu hoặc thung lũng đất trồng hoặc rừng. Thung lũng lớn nhất là Eskdale, thung lũng có sông Esk chảy từ tây sang đông và đổ vào Biển Bắc tại Whitby. Đồi Cleveland mọc lên ở phía bắc Eskdale. Ở cuối phía tây của thung lũng Eskdale chia thành ba thung lũng nhỏ, Westerdale (thượng thung lũng), Baysdale và Commondale. Một loạt các đồi bên cạnh hướng vào Eskdale từ đồng hoang bên phía nam, từ tây sang đông gồm thung lũng Danby Dale, thung lũng Tiểu Fryup, thung lũng Đại Fryup, thung lũng Glaisdale và thung lũng Goathland. Kildale, phía tây của Commondale và chỉ cách nhau một bước ngoặt thấp, có dòng chảy của sông Leven, chảy về phía tây để nối vào sông Tees. 
Phía nam của vùng đồng hoang được phân định bởi một loạt các thung lũng đó chảy vào các sông nhánh của sông Derwent. Thung lũng xa nhất về phía tây là thung lũng Rye, phía tây của nó là đồi Hambleton. Bilsdale là một thung dũng bên cạnh thung lũng Rye. Phía đông của thung lũng Bilsdale, Bransdale, Farndale, Rosedale và Newton là những cánh đồng hoang. Ở phía đông nam, cảnh quan được đánh dấu bởi các thung lũng hẹp có thượng nguồn sông Derwent và các nhánh trên của nó.
Khoảng 22 phần trăm của Moor North York được bao phủ bởi rừng (chủ yếu nằm ở phía tây nam và đông nam), tương đương với hơn 300 cây số vuông diện tích cây. Đây là nơi tập trung nhiều cây cổ thụ nhất ở miền bắc nước Anh.

### Khí hậu
Là một phần của Vương quốc Anh, khu vực North York Moors thường có mùa hè ấm áp và mùa đông ôn hoà. Điều kiện thời tiết thay đổi từ ngày này sang ngày khác cũng như từ mùa này sang mùa khác. Vĩ độ của khu vực này có cho thấy nó chịu ảnh hưởng chủ yếu của gió tây với áp thấp, mang theo thời tiết không ổn định và nhiều gió, đặc biệt là vào mùa đông. Giữa áp thấp thường có xoáy nghịch di động nhỏ mang lại những giai đoạn thời tiết tốt. Vào mùa đông xoáy nghịch mang đến thời tiết khô lạnh. Trong mùa hè xoáy nghịch có xu hướng mang lại điều kiện khô dài nên có thể dẫn đến hạn hán. Đối với vĩ độ của khu vực này, là mùa đông ôn hoà và mùa hè mát do ảnh hưởng của hải lưu Gulf Stream ở Bắc Đại Tây Dương. Nhiệt độ không khí thay đổi trên theo ngày và theo mùa. Nhiệt độ thường thấp vào ban đêm và tháng Giêng là thời điểm lạnh nhất trong năm. Sự thay đổi nhiệt độ ở các vị trí khác nhau trong khu vực là do thay đổi vĩ độ.
Lượng tuyết rơi thay đổi từ năm này sang năm khác, nhưng trung bình khu vực này bị tuyết nhiều hơn so với các vùng khác của đất nước. Tuyết lớn thường gắn liền với gió đông bắc từ biển Bắc.
Thống kê trung bình là:
- 100 ngày ướt
- 215 ngày khô
- 50 ngày có tuyết [7]
- lượng mưa từ 1.000 đến 1.520 mm (39 đến 60 in) gần bờ biển
- lượng mưa từ 635 đến 760 mm (25,0 đến 29,9 in) ở đất liền
- nhiệt độ mùa hè từ 20 đến 32 °C (68 đến 90 °F)
- nhiệt độ mùa đông từ −1 đến 10 °C (30 đến 50 °F)[8]

| Dữ liệu khí hậu của North York Moors    | Dữ liệu khí hậu của North York Moors | Dữ liệu khí hậu của North York Moors | Dữ liệu khí hậu của North York Moors | Dữ liệu khí hậu của North York Moors | Dữ liệu khí hậu của North York Moors | Dữ liệu khí hậu của North York Moors | Dữ liệu khí hậu của North York Moors | Dữ liệu khí hậu của North York Moors | Dữ liệu khí hậu của North York Moors | Dữ liệu khí hậu của North York Moors | Dữ liệu khí hậu của North York Moors | Dữ liệu khí hậu của North York Moors | Dữ liệu khí hậu của North York Moors |
| Tháng                                   | 1                                    | 2                                    | 3                                    | 4                                    | 5                                    | 6                                    | 7                                    | 8                                    | 9                                    | 10                                   | 11                                   | 12                                   | Năm                                  |
| --------------------------------------- | ------------------------------------ | ------------------------------------ | ------------------------------------ | ------------------------------------ | ------------------------------------ | ------------------------------------ | ------------------------------------ | ------------------------------------ | ------------------------------------ | ------------------------------------ | ------------------------------------ | ------------------------------------ | ------------------------------------ |
| Cao kỉ lục °C (°F)                      | 15 (59)                              | 17 (63)                              | 21 (70)                              | 25 (77)                              | 29 (84)                              | 32 (90)                              | 34 (93)                              | 33 (91)                              | 28 (82)                              | 26 (79)                              | 19 (66)                              | 16 (61)                              | 34 (93)                              |
| Trung bình ngày tối đa °C (°F)          | 3 (37)                               | 4 (39)                               | 8 (46)                               | 10 (50)                              | 15 (59)                              | 18 (64)                              | 21 (70)                              | 20 (68)                              | 17 (63)                              | 13 (55)                              | 8 (46)                               | 4 (39)                               | 12 (53)                              |
| Tối thiểu trung bình ngày °C (°F)       | −2 (28)                              | −1 (30)                              | 0 (32)                               | 2 (36)                               | 4 (39)                               | 8 (46)                               | 10 (50)                              | 10 (50)                              | 8 (46)                               | 5 (41)                               | 1.5 (34.7)                           | 0 (32)                               | 3.8 (38.7)                           |
| Thấp kỉ lục °C (°F)                     | −16 (3)                              | −14 (7)                              | −10 (14)                             | −7 (19)                              | −5 (23)                              | −1 (30)                              | 4 (39)                               | 5 (41)                               | −1 (30)                              | −8 (18)                              | −11 (12)                             | −13 (9)                              | −16 (3)                              |
| Lượng Giáng thủy trung bình mm (inches) | 73 (2.9)                             | 54 (2.1)                             | 71 (2.8)                             | 39 (1.5)                             | 43 (1.7)                             | 56 (2.2)                             | 54 (2.1)                             | 58 (2.3)                             | 47 (1.9)                             | 63 (2.5)                             | 98 (3.9)                             | 82 (3.2)                             | 738 (29.1)                           |
| Số ngày tuyết rơi trung bình            | 13                                   | 16                                   | 10                                   | 7                                    | 1.4                                  | 0                                    | 0                                    | 0                                    | 0                                    | 1                                    | 5                                    | 9                                    | 62.4                                 |
| Số giờ nắng trung bình tháng            | 55                                   | 72                                   | 105                                  | 132                                  | 182                                  | 170                                  | 185                                  | 170                                  | 130                                  | 115                                  | 68                                   | 42                                   | 1.426                                |
| Nguồn:                                  |                                      |                                      |                                      |                                      |                                      |                                      |                                      |                                      |                                      |                                      |                                      |                                      |                                      |

## Các đồi
| Đồi                          | Toạ độ   | Độ cao đỉnh | Độ cao đỉnh |
| Đồi                          | Toạ độ   | mét         | feet        |
| ---------------------------- | -------- | ----------- | ----------- |
| Urra Moor (Round Hill)       | NZ594015 | 454         | 1,490       |
| Stockdale Moor (Stony Ridge) | NZ631027 | 434         | 1,420       |
| Cringle Moor                 | NZ537029 | 432         | 1,417       |
| Danby High Moor              | NZ702012 | 432         | 1,417       |
| Carlton Bank                 | NZ519026 | 408         | 1,339       |
| Glaisdale Moor               | NZ722013 | 405         | 1,328       |
| Cold Moor                    | NZ551035 | 402         | 1,319       |
| Hasty Bank                   | NZ565036 | 398         | 1,306       |
| Bilsdale West Moor           | SE553966 | 395         | 1,296       |
| Brown Hill                   | NZ603052 | 390         | 1,280       |
| Warren Moor                  | NZ616075 | 335         | 1,099       |
| Gisborough Moor              | NZ643123 | 328         | 1,076       |
| Egton High Moor (Pike Hill)  | NZ772013 | 326         | 1,070       |
| Easby Moor                   | NZ590101 | 324         | 1,063       |
| Park Nab                     | NZ614084 | 324         | 1,063       |
| Roseberry Topping            | NZ579126 | 320         | 1,050       |
| Live Moor                    | NZ505013 | 315         | 1,033       |
| Highcliff Nab                | NZ610138 | 310         | 1,017       |
| Codhill Heights              | NZ614127 | 296         | 971         |
| Lilla Howe                   | SE888987 | 292         | 958         |
| Lockton Low Moor             | SE855941 | 289         | 948         |
| Levisham Moor                | SE843943 | 278         | 912         |
| Lockton High Moor            | SE849963 | 249         | 817         |

## Kinh tế
Nền kinh tế của khu vực này dựa vào du lịch và nông nghiệp.

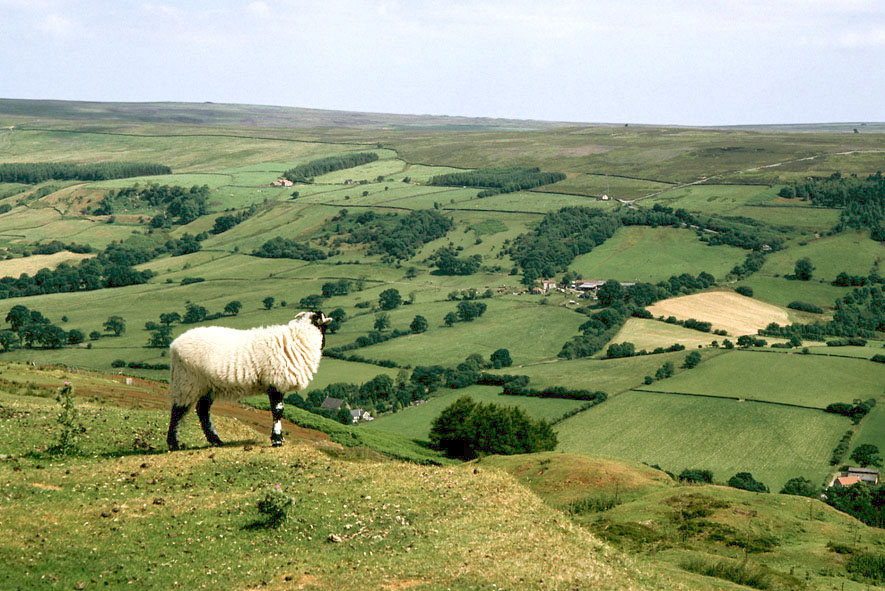
Cảnh ở North York Moors

### Nông nghiệp
Trong vòng hơn một ngàn nền kinh tế trụ cột của North York Moors là nông nghiệp. Cảnh nông thôn, nơi thu hút hàng triệu du khách đến công viên mỗi năm, đã được hình thành và duy trì bởi các thế hệ của người nông dân. Tổng điều tra nông nghiệp năm 1996 ghi nhận 2.913 nhân công làm việc trên 1.342 trang trại. Cừu và gia súc là nguồn cung thu nhập chính của trang trại. Các trang trại có quyền chăn thả cừu trên đồng hoang. Quyền chăn thả trên đồng hoang rất quan trọng với các trang trại. Trong những năm gần đây nông nghiệp ở Anh đã phải chịu nhiều thất bại kinh tế và khả năng tồn tại của chăn nuôi nuôi đồi đã trở thành vấn đề. Một số đề án môi trường để nâng cao thu nhập của nông dân đã được đặt ra nhưng ngành công nghiệp này vẫn tiếp tục giảm.
Vành đai núi đá vôi phía nam có đất nông nghiệp phong phú hơn, nơi có những trang trại trồng trọt hỗn hợp và cả các trang trại chăn nuôi. Các loại cây trồng chính là lúa mạch, lúa mì, hạt cải dầu, khoai tây và củ cải đường. Ngoài ra còn có chăn nuôi lợn và gia cầm.

### Du lịch

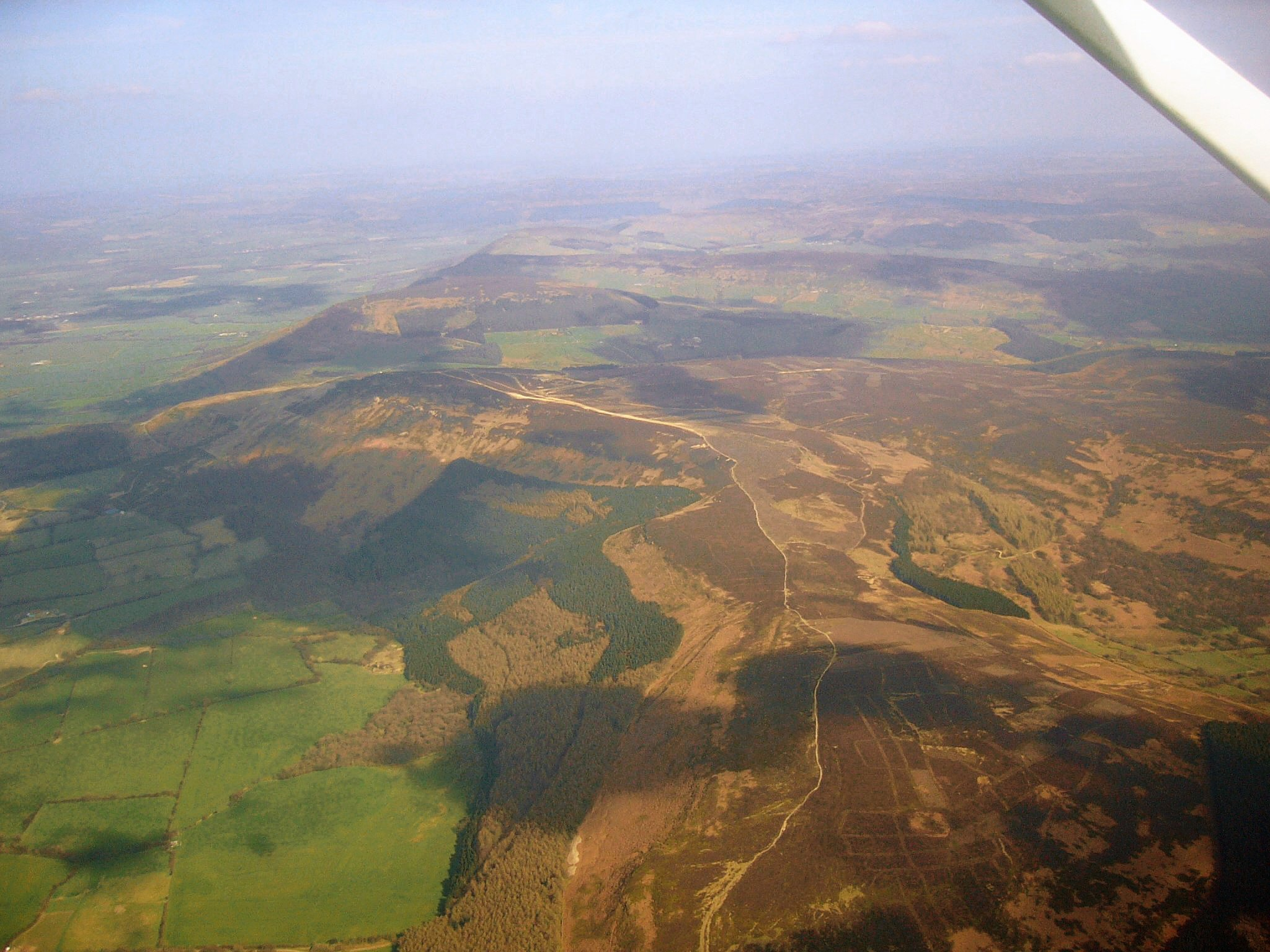
Ảnh từ trên cao của North York Moors

Nhiều du khách đến các vùng đồng hoang tham gia vào các hoạt động ngoài trời, đặc biệt là đi bộ; công viên có một mạng lưới đường đi bộ dài gần 2.300 km, và hầu hết các khu vực đồng hoang có thể được tiếp cận tự do theo Quyền đường đi ở đồng quê năm 2000. Những đường nổi tiếng gồm Cleveland, mạng kết nối các vùng đồng hoang theo đường vòng tròn, và có một phần dọc theo bờ biển; và đường Lyke Wake Walk, nối qua trung tâm của vùng đồng hoang. Tuyến đường The White Rose Way, đường đi bộ dài từ Leeds tới Scarborough,Bắc Yorkshire cũng đi qua. Cũng có thể đạp xe, cưỡi ngựa trong khu vực này, bao gồm đường cưỡi ngựa dài xung quanh North York Moors có thể được tiếp cận từ một số khu vực. Các vách dốc mà ở 3 mặt viền của vườn được sử dụng bởi nhiều câu lạc bộ trượt.

### Giải trí
Vùng đồng hoang không có nhiều thay đổi trong vòng 50 năm gần đay, và thường được sử dụng làm nền cho các chương trình và các bộ phim truyền hình của Anh. Phim Heartbeat và cảnh Hogsmeade Station trong phim Harry Potter được quay tại Goathland. Nhiều hình thức giải trí trong suốt cả năm bao gồm các buổi hòa nhạc ngoài trời được tổ chức tại rừng Dalby.

### Thị trấn

Vịnh Robin Hood

Có rất ít các khu định cư lớn trong hoặc xung quanh vườn quốc gia, gồm: Helmsley, Pickering, Kirkbymoorside, Guisborough, Stokesley, Northallerton và Whitby. Vùng đồng hoang cách trung tâm Middlesbrough và Scarborough 20 phút lái xe. Các thị trấn nhỏ:
- Kilburn
- Castleton
- Goathland
- Grosmont
- Helmsley
- Hutton-le-Hole
- Osmotherley
- Pickering
- Vịnh Robin Hood
- Swainby

### Danh lam thắng cảnh
- Trung tâm quốc tế chim săn mồi,  công viên Duncombe
- Đường sắt North Yorkshire Moors
- Tu viện Byland
- Rừng Dalby
- Đường đi bộ đường dài quốc gia Cleveland
- Đường đi bộ đường dài Lyke Wake Walk
- Forge Valley NNR (national nature reserve)[12]
- Farndale LNR (local nature reserve)
- Lâu đài Helmsley
- Bảo tàng dân gian Ryedale Hutton-le-Hole
- Trung tâm bảo tồn động vật hoang dã Yorkshire: Ashberry Pastures, Ellerburn Bank, Fen Bog, Garbutt Wood, Hayburn Wyke, Little Beck Wood.
- Tu viện Rievaulx
- Sông Seven, sông Dove, sông Rye, sông Seph, sông Esk
- Tu viện Rosedale Abbey

Không thuộc vườn quốc gia nhưng ở gần:
- Lâu đài Howard
- Bảo tàng Eden Camp
- Công viên chủ đề và vườn thú Đất Hạc
- Tu viện Whitby